# سارا ادوارد (بازیگر)
سارا ادوارد (انگلیسی: Sarah Edwards; ۱۱ اکتبر ۱۸۸۱ – ۷ ژانویهٔ ۱۹۶۵) بازیگر اهل ایالات متحده آمریکا بود. وی بین سال‌های ۱۹۱۶ تا ۱۹۵۱ میلادی فعالیت می‌کرد.
از فیلم‌ها یا برنامه‌های تلویزیونی که وی در آن نقش داشته‌است می‌توان به چه زندگی شگفتانگیزی، حقیقت تلخ، باغ وحش شیشهای، سایه تردید، زیگفلد کبیر، فروشگاه کنار خیابان، تئودورا وحشی می‌شود، طلا جایی است که شما آن را پیدا می‌کنید، یک پا در بهشت، ماه نو، خط ساراتوگا، اره و اوره و شمسی کوره، فرشته تاریکی، لاغرخان میره خونه، راگلزهای رد گپ، زن اسقف، ملاقات با جان دو، ساعت، جنون آمریکایی، ماجراهای هاکلبری فین، به دنبال عشقم، مردگان متحرک، پیکان طلایی، کارسونسیتی، حکم، و مردم جوان اشاره کرد.